# Siwriczał
Siwriczał (bułg. Сивричал) – szczyt pasma górskiego Riła, w Bułgarii, o wysokości 2654 m n.p.m.